# Достопримечательности Баку
Ниже приведён список достопримечательностей Баку, столицы Азербайджана.

## Театры
1. Азербайджанский государственный академический национальный драматический театр
2. Азербайджанский театр оперы и балета имени М. Ф. Ахундова
3. Азербайджанский государственный академический русский драматический театр имени Самеда Вургуна
4. Азербайджанский государственный кукольный театр
5. Азербайджанский государственный академический музыкальный театр
6. Азербайджанский государственный театр пантомимы
7. Азербайджанский государственный театр песни имени Рашида Бейбутова
8. Театр «Üns»
9. Азербайджанский театр юного зрителя имени М. Горького
10. «Йуг»
11. Бакинский театр для детей и молодежи

## Кинотеатры
1. Кинотеатр «Низами»
2. Кинотеатр — 28 mall
3. Кинотеатр — Ganjlik mall
4. Кинотеатр — Парк-Бульвар
5. Кинотеатр — Метропарк
6. Кинотеатр — Пламенные башни
7. Кинотеатр — Загульба
8. Кинотеатр — Амбуран
9. Кинотеатр — Aygun city
10. Кинотеатр «Азербайджан»

## Концертные залы
1. Дворец имени Гейдара Алиева
2. Азербайджанская государственная филармония имени Муслима Магомаева
3. Азербайджанская государственная детская филармония
4. Бакинский кристальный зал[1]
5. Международный центр мугама
6. Зеленый театр
7. Спортивно-концертный комплекс имени Гейдара Алиева
8. «Бакинский Джаз Центр»
9. Дворец «Buta»[2]
10. Германо-азербайджанское культурное общество «Капельхаус»

### Галерея
- Азербайджанская государственная филармония имени Муслима Магомаева
- Азербайджанский государственный театр песни
- Дворец имени Гейдара Алиева
- Зеленый театр
- Спортивно-концертный комплекс имени Гейдара Алиева

## Парки
1. Бакинский приморский бульвар — Приморский Парк[3]
2. Парк Ходжалы
3. Площадь Фонтанов
4. Сад имени Хагани
5. Сад Филармонии
6. Аллея шахидов
7. Парк Измир
8. Парк Нариманова
9. Археологический парк
10. Сад имени Алиага Вахида
11. Парк офицеров
12. Парк Сахил
13. Парк Коала
14. Парк Ататюрк
15. Сад имени Самеда Вургуна
16. Парк имени Зарифы Алиевой
17. Парк имени Р. Зорге
18. Парке Деде Коркуд[4]
19. Парк имени Гусейн Джавида
20. Сквер имени Сабира
21. Центральный ботанический сад
22. Мардакянский дендрарий
23. Сквер имени Низами
24. Сквер «Белые Лилии»
25. Парк «Люблю»
26. Президентский парк
27. Парк Водопад
28. Сад имени М.Ф Ахундова
29. Парк военных трофеев

### Галерея
- Бакинский приморский бульвар
- Сад Филармонии
- Сад имени Хагани
- Парк "Деде Коркуд"
- Сквер имени Сабира
- Площадь Фонтанов
- Центральный парк
- Парк имени Низами

## Музеи
1. Кабинет Бюль-Бюля. Личная библиотека Бюль-Бюля — Дом-музей Бюль-бюляДом-музей Абдуллы Шаига
2. Музей археологии и этнографии (Баку)
3. Азербайджанский государственный музей истории религии
4. Азербайджанский государственный музей сельского хозяйства
5. Азербайджанский музей геологии
6. Музей независимости (Баку)
7. Национальный музей искусств Азербайджана
8. Центр миниатюрного искусства
9. Музей народного образования в Баку
10. Национальный музей истории Азербайджана
11. Дом-музей Бюль-бюля
12. Дом-музей Джафара Джаббарлы
13. Дом-музей Джалила Мадедкулизаде
14. Дворец ширваншахов
15. Музей естественной истории имени Гасан-бека Зардаби
16. Дом-Музей Самед ВургунаДом-музей Леопольда и Мстислава Ростроповичей
17. Музей азербайджанского ковра
18. Институт рукописей имени Мухаммеда Физули
19. Музей миниатюрной книги
20. Дом-музей Мамеда Саида Ордубади
21. Азербайджанский Музей истории таможни
22. Музей азербайджанской литературы имени Низами Гянджеви
23. Дом-музей Наримана Нариманова
24. Гобустан
25. Музей малакофауны Ринай
26. Дом-Музей Самед Вургуна (Баку)
27. Дом-музей Узеира Гаджибекова
28. Дом-музей Саттара Бахлулзаде
29. Дом-музей Азима Азимзаде
30. Азербайджанский государственный театральный музей имени Дж. Джаббарлы
31. Дом-музей Гусейна Джавида
32. Азербайджанский медицинский музей
33. Азербайджанский государственный музей музыкальной культуры
34. Танкер-музей «Сураханы» (Приморский бульвар)[5][6]

### Галерея
- Национальный музей истории Азербайджана
- Музей археологии и этнографии (Баку)
- Азербайджанский национальный музей искусств
- Национальный музей азербайджанской литературы имени Низами Гянджеви
- Азербайджанский государственный музей истории религии
- Дом-музей Леопольда и Мстислава Ростроповичей
- Музей азербайджанского ковра
- Музей современного искусства
- Бакинский музей миниатюрных книг

## Заповедники
1. Историко-архитектурный заповедник Ичери-шехер
  1. Музейный комплекс «Девичья башня»:
  2. Дворец Ширваншахов
  3. Мечеть Мухаммеда (Баку)
  4. Парные Крепостные Ворота
  5. Арка-образный религиозный архитектурный комплекс
  6. Бухарский караван-сарай
  7. Караван-Сарай Мултани
  8. Небольшой Каравансарай
  9. Мечеть «Ашура»
  10. Джума-мечеть (Баку)
  11. Баня Касум-бека
  12. Баня Гаджи Гаиба
  13. Баня Ага Микаила
  14. Бакинский музей миниатюрных книг
  15. Музей Археологии и Этнографии
  16.  Дом-музей имени Вагифа Мустафазаде
2. Гобустан — Государственный историко-художественный заповедник
3. Гала — Государственный историко-этнографический заповедник
4. Атешгях — храм Огнепоклонников
5. Янардаг — Горящая Гора
6. Аждарбек Мечеть

### Галерея
- Историко-архитектурный заповедник Ичери-шехер
- Янардаг - Горящая Гора
- Гобустан – Национальный государственный историко-художественный заповедник
- Атешгях - храм Огнепоклонников
- Гала - Государственный историко-этнографический заповедник

## Галереи
1. Центр имени Гейдара Алиева
2. Бакинский Экспо Центр
3. Центр современного искусства
4. Арт-Группа
5. YARAT! Выставочный Центр
6. «YAY» Художественная Галерея
7. «Кукла» Художественная Галерея
8. Галерея Гыз Галасы
9. Творческий центр «Art Villa»
10. Галерея «Yeni» (новый)
11. Галерея 1969
12. Бакинская Арт-Галерея
13. Галерея «Абшерон»
14. Центр Творчества Хатаи

### Галерея
- Центр имени Гейдара Алиева
- YARAT! Выставочный Центр
- Бакинский Экспо-центр